# Landsting (Zweden)

Landsting in Zweden: Stockholm County (AB), Uppsala County (C), Södermanland County (D), Östergötland County (E), Jönköping County (F), Kronoberg County (G), Kalmar County (H), Gotland County (I), Blekinge County (K), Skåne County (M), Halland County (N), Västra Götaland County (O), Värmland County (S), Örebro County (T), Västmanland County (U), Dalarna County (W), Gävleborg County (X), Västernorrland County (Y), Jämtland County (Z), Västerbotten County (AC), Norrbotten County (BD)

In Zweden zijn de landsting overheidslichamen op het niveau van de provincies. Ze vervullen taken waarvoor de gemeenten te klein zijn, zoals het organiseren van gezondheidszorg en openbaar vervoer.
In 20 van de 21 provincies is een landsting. In Gotlands län oefent de enige gemeente (Gotlands kommun) de bevoegdheden van een landsting uit. Gotlands kommun en het landsting in Skåne län, Västra Götalands län en Hallands län hebben enkele bevoegdheden overgenomen van de länsstyrelse (de vertegenwoordiging van de Zweedse staat in de provincies) en noemen zich sindsdien region.

## Organen
De volksvertegenwoordiging van de landsting wordt landstingsfullmäktige genoemd en wordt om de vier jaar door de bevolking gekozen. Het aantal zetels is altijd oneven en varieert van 45 tot 149. 
Het uitvoerende orgaan van de landsting wordt landstingsstyrelse genoemd. De leden van de landstingsfullmäktige kiezen uit hun midden de leden van de landstingsstyrelse.